# Минданао (река)
Миндана́о (таг. Ilog Mindanaw, Минданау; англ. Mindanao River, в верховье, до города Дату-Пианг, Пула́нги) — крупнейшая река южного филиппинского острова Минданао.

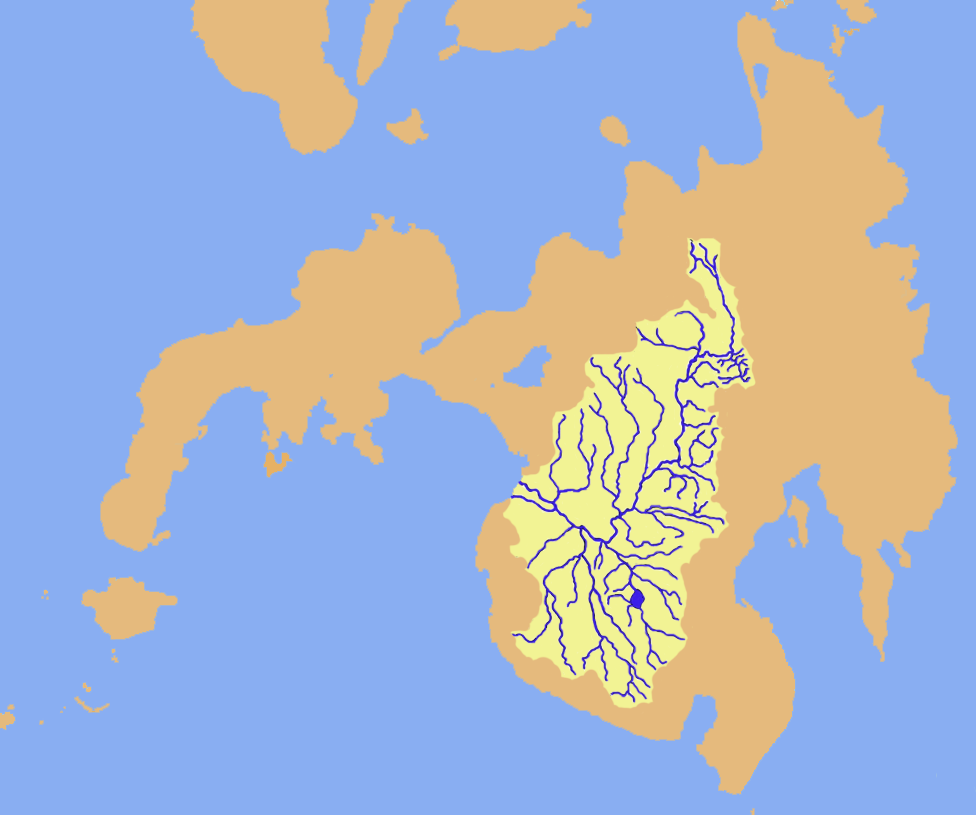
Водосборный бассейн реки Минданао

Протяжённостью примерно 320 км. Минданао является важнейшим источником воды в восточной части острова и важнейшей транспортной артерией.
Главное водохранилище расположено на северо-востоке гор на юге Минданао города Бутуан, где реку называют Пуланги. Она впадает в реку Кабакан, затем в реку Минданао. Следует за горы, далее расширяется к середине, образуя плодородные равнины в южной центральной части острова. Перед устьем в заливе Моро разделяется на два параллельных рукава (Котабато и Тамонтака), разделённых 180 м участком суши.
Поселения вдоль реки: Котабато, Дату-Пианг.